# ونگچیا
ونگچیا (به انگلیسی: Vangchhia) یک روستا در هند است که در میزورام واقع شده‌است.

## خصوصیات
ونگچیا ۸۰۵ نفر جمعیت دارد.